# Polycentropus schmidi
Polycentropus schmidi är en nattsländeart som beskrevs av Gottfried Novak och Lazar Botosaneanu 1965. Polycentropus schmidi ingår i släktet Polycentropus och familjen fångstnätnattsländor. Inga underarter finns listade i Catalogue of Life.